# پودیمالوو
پودیمالوو (انگلیسی: Podymalovo) یک شهرک در شهرستان اوفیمسکی استان باشقیرستان کشور روسیه است.